# (12228) 1985 TZ3
(12228) 1985 TZ3 est un astéroïde de la ceinture principale d'astéroïdes découvert en 1985.

## Description
(12228) 1985 TZ3 a été découvert le 11 octobre 1985 à l'observatoire Palomar, situé au nord de San Diego en Californie, par S. L. Gaiser et J. P. Leech.

### Caractéristiques orbitales
L'orbite de cet astéroïde est caractérisée par un demi-grand axe de 2,28 UA, un périhélie de 1,88 UA, une excentricité de 0,17 et une inclinaison de 5,34° par rapport à l'écliptique. Du fait de ces caractéristiques, à savoir un demi-grand axe compris entre 2 et 3,2 UA et un périhélie supérieur à 1,666 UA, il est classé, selon la JPL Small-Body Database, comme objet de la ceinture principale d'astéroïdes.

### Caractéristiques physiques
(12228) 1985 TZ3 a une magnitude absolue (H) de 14,2 et un albédo estimé à 0,350.